# Diana Bracho
Diana Bracho (Ciudad de México, 12 de diciembre de 1944) es una actriz mexicana. 
Ganadora de tres premios Ariel y expresidenta de la Academia Mexicana de Artes y Ciencias Cinematográficas.

## Biografía y carrera
Diana Bracho Bordes nació el 12 de diciembre de 1944 en Ciudad de México, siendo hija del actor y director mexicano Julio Bracho, y de la actriz y bailarina Diana Bordes Mangel, así como sobrina de las actrices Andrea Palma y Dolores del Río, prima de la actriz de doblaje Marcela Bordes y de la actriz Julieta Bracho, y emparentada con Ramón Novarro.
Debutó en el cine como actriz infantil durante el transcurso de la Época de oro del cine mexicano, participando en San Felipe de Jesús (1949), e Inmaculada (1950). Estudió la carrera de Filosofía y Letras en Nueva York. Debutó profesionalmente en el teatro en la obra Israfel de Abelardo Rodríguez, dirigida por Héctor Azar, al lado de Sergio Bustamante. En la televisión su debut fue en 1973 con las series Los miserables y Mi primer amor y en el cine en la película El castillo de la pureza (1972) de Arturo Ripstein, que se convierte en un filme de éxito internacional y le da sus primeros premios de actuación: Ariel 1973 a la mejor coactuación femenina, Diosa de Plata y Heraldo. Vive cuatro años en Oxford, Inglaterra, donde estudia técnica Alexander, con E.A.M. Goldie, alumna del Sr. Alexander.
Ha participado en coproducciones con varios países como: El jugador de ajedrez (México-Francia), Edmilson (Alemania), The Dogs of War (Inglaterra), El Aleph (Italia), La leyenda del tambor (México-España), Antonieta (México, España), On Wings of Eagles (Estados Unidos). Ha participado en importantes producciones teatrales: Israfel, Santísima, El perceptor, Un tranvía llamado Deseo (dir. Martha Luna) por la que recibió cuatro premios de la crítica, Trío, Las dos Fridas, Drácula, El eclipse, Entre Pancho Villa y una mujer desnuda, Los negros pájaros del adiós, Juegos fatuos, Un tranvía llamado deseo (dir. Francisco Franco) por la que también recibió cuatro premios de la crítica.
Es la única actriz en el mundo que ha interpretado a las dos hermanas, Blanche y Stella, en Un tranvía llamado deseo de Tennessee Williams.
En la televisión ha protagonizado diversas series y telenovelas, con los personajes como Leonora Navarro en la telenovela Cuna de lobos (1986), bajo la producción de Carlos Téllez y el de Evangelina Vizcaíno en Cadenas de amargura (1991), producida por Carlos Sotomayor. Cuando la bailarina neoyorquina Twyla Tharp se presentó en México, invitó a Diana a participar en su coreografía The Bix Pieces, como actriz.
Ha participado en siete telenovelas más como villana: Capricho en 1993 (con la que obtuvo el premio TVyNovelas a la mejor actriz antagónica en 1994), Retrato de familia en 1995, una actuación especial en El privilegio de amar en 1998, Infierno en el paraíso en 1999, Heridas de amor en 2006 (por la que fue nominada al premio TVyNovelas a Mejor primera actriz), Fuego en la sangre en 2008 (por la que volvió a ganar el premio a mejor actriz antagónica en la entrega de los premios ¨TvyNovelas¨ (2009) y Rafaela en el año 2011. En cine la hemos visto en películas como: Divina confusión, 3:19 de Dany Saadia, Quemar las naves, Eros una vez María y J-ok'el, también en la serie mexicana S.O.S.: Sexo y otros secretos.
En julio de 2012 estrena la obra de teatro Amor, dolor y lo que traía puesto! compartiendo créditos con Silvia Pinal, Susana Zabaleta, Alejandra Barros, Gabriela de la Garza y Mariana Treviño en una temporada que se extendió hasta 2013.
En 2013 se une al elenco de la telenovela Quiero amarte del productor Carlos Moreno Laguillo.
En 2014 se sumó a la obra de teatro Master Class, donde interpreta a María Callas.
En 2015 es invitada a participar en el cortometraje María Bonita donde encarnó a María Felix junto con Vico Escorcia, posteriormente trabaja para el productor Roberto Gómez Fernández en "El hotel de los secretos" donde interpretara a doña Teresa, antagonista de la historia.
En 2017 trabaja en la telenovela Mi marido tiene familia del productor Juan Osorio.
En 2021 protagoniza la telenovela ¿Qué le pasa a mi familia?, nuevamente de Juan Osorio.

## Filmografía

### Telenovelas
- Los miserables (1973) - Cosette
- Mi primer amor (1973) - Elena
- El amor llegó más tarde (1979) - Mrs. Dobuti
- Ángel Guerra (1979) - Lorenza
- Al salir el sol (1980) - Ana
- Leona Vicario (1982) - Leona Vicario
- Esperándote (1985-1986) - Isabel
- Cuna de lobos (1986-1987) - Leonora Navarro Castillejos de Larios
- Pasión y poder (1988) - Ana Laura Montesinos Casino de Gómez Luna
- Cadenas de amargura (1991) - Evangelina Vizcaíno Lara
- Capricho (1993) - Eugenia Montaño de Aranda
- El vuelo del águila (1994-1995) - Sara Pérez de Madero
- Alondra (1995) - Alondra (voz)
- Retrato de familia (1995-1996) - Irene Mariscal Olivares
- El privilegio de amar (1998-1999) - Ana Joaquina Velarde (joven)
- Infierno en el paraíso (1999) - Dariana Valdivia
- Cuento de Navidad (1999-2000) - Queta
- El derecho de nacer (2001) - Clemencia Rivera de Del Junco
- Bajo la misma piel (2003-2004) - Sara Ortiz Escalante de Murillo
- Heridas de amor (2006) - Bertha de Aragón
- Fuego en la sangre (2008) - Doña Gabriela Acevedo Vda. de Elizondo
- Rafaela  (2011) - Morelia Echavarría de la Vega
- Quiero amarte (2013-2014) - Lucrecia Ugarte de Montesinos
- El hotel de los secretos (2016) - Teresa Langre Vda. de Alarcón
- Mi marido tiene familia (2017-2019) - Blanca Gómez de Córcega
- ¿Qué le pasa a mi familia? (2021) - Luz Torres de Rueda[2]
- Eternamente amándonos (2023) - Martina Rangel vda. de Iturbide[3]
- Regalo de amor (2025) - Catalina vda. de la Vega[4]

### Series y programas
- Cuentos de madrugada (1985)
- On Wings of Eagles (1986) - Mrs. Dobuti
- Hora marcada (1989) - Capítulo "David" - Martha
- Papá soltero (1989) - Capítulo "Operación Cupido" - Silvia
- Televiteatros (1993)
- Mujer casos de la vida real (1995) Capítulo "¿Quién soy yo?"  - Aurora
- ¿Qué nos pasa? (1998)
- S.O.S.: Sexo y otros secretos (2007) - Isadora
- Locas de amor (2009) - Regina
- Mujeres asesinas (2010) Capítulo "Las Blanco, Viudas"  - Norma Blanco Vda. de La Piedra
- 100 mexicanos dijeron (2011) - Estrella invitada
- Apocalipsis Maya / Discovery Channel (2012) - Narradora
- ¡Ay Güey! (2018)  - Doña Beatriz Rothstein

### Películas
- San Felipe de Jesús (1949)
- Inmaculada (1950) - Rosalía cuando niña
- El Santo Oficio (1974) - Mariana De Carvajal
- El castillo de la pureza (1973) - Utopía
- La Casa de Bernarda Alba [1974]
- El cumpleaños del perro (1974) - Silvia
- El encuentro de un hombre solo (1974) - Renata Castillo
- Actas de Marusia (1975) - Luisa
- El hombre del puente (1975)
- Crónica íntima (1976)
- Chin Chin el Teporocho (1976) - Sonia
- Las Poquianchis (1976) - Adelina
- El infierno de todos tan temido (1979)
- La tía Alejandra (1979) - Lucía
- Los perros de la guerra (1980) - Monja
- El héroe desconocido (1981)
- La leyenda del tambor (1981)
- Max Domino (1981)
- Yo no lo sé de cierto, lo supongo (1982)
- Antonieta (1982) - Juana
- Entre paréntesis (1982)
- Redondo (1985)
- Historias violentas (1985)
- El secreto de Romelia (1988) - Dolores de Román
- Serpientes y escaleras (1992)
- Entre Pancho Villa y una mujer desnuda (1995) - Gina López
- Un baúl lleno de miedo (1997)
- Al borde (1998) - Sarah Narro
- La otra conquista (1998) - Doña Juana
- Dreaming of Julia (2001) - Beta
- Y tu mamá también (2001) - Silvia Allende de Iturbide
- Las caras de la luna - Magdalena Hoyos
- Vivir mata (2002)
- El umbral (2003) - Mercedes
- Eros una vez María (2007) - María
- Quemar las naves (2007) - Catalina
- J-ok'el (2007) - J-ok'el
- Divina confusión (2008) - Julia
- 3:19 (2008) - Lucía
- Martín al amanecer (2009) - Lucía
- La noche de las flores (2011) - Fernanda
- Mi universo en minúsculas (2012) - Josefina
- Itinerario de una pasión (2015) - Sra. Corral
- A ti te quería encontrar (2018) - Sofía
- En las buenas y en las malas (2019) - Elena
- Qué despadre (2021) - Ofelia
- [Algunas fechas & el orden están mal / Faltan películas]

### Teatro
- Trío (1982)
- Un tranvía llamado Deseo (1997) - Blanche y Stella
- Master Class (1998) - Maria Callas
- Divina justicia (2005)
- Relaciones peligrosas (2006) - Marquesa de Merteuil
- Los monólogos de la vagina (2007)
- Festen (2007) - Else
- Todos eran mis hijos (2009) - Kate Keller
- Espejos (2012) - Susy
- Amor, dolor y lo que traía puesto (2012-2013) - Nora
- Master Class (2014) - María Callas

### Cortometrajes
- Mi primer año (1992)
- Cómo sacar 10 en civismo (1995) - Profesora
- Me llamo Benjamín (2002) - Diana
- El umbral (2003) - Mercedes
- María Bonita (2015) - María Félix

## Premios y nominaciones

### Premios TVyNovelas
| Año  | Categoría                | Programa/Telenovela         | Resultado |
| ---- | ------------------------ | --------------------------- | --------- |
| 1987 | Mejor actriz protagónica | Cuna de lobos               | Ganadora  |
| 1992 | Mejor actriz protagónica | Cadenas de amargura         | Ganadora  |
| 1994 | Mejor actriz antagónica  | Capricho                    | Ganadora  |
| 2007 | Mejor primera actriz     | Heridas de amor             | Nominada  |
| 2009 | Mejor actriz antagónica  | Fuego en la sangre          | Ganadora  |
| 2017 | Mejor actriz antagónica  | El hotel de los secretos    | Nominada  |
| 2018 | Mejor actriz coestelar   | Mi marido tiene familia     | Ganadora  |
| 2019 | Mejor primera actriz     | Mi marido tiene más familia | Nominada  |

### Premios Ariel
| Año  | Categoría                  | Película                               | Resultado |
| ---- | -------------------------- | -------------------------------------- | --------- |
| 1973 | Mejor coactuación femenina | El castillo de la pureza               | Ganadora  |
| 1976 | Mejor actriz               | Actas de Marusia                       | Nominada  |
| 1980 | Mejor coactuación femenina | El infierno de todos tan temido        | Ganadora  |
| 1996 | Mejor actriz               | Entre Pancho Villa y una mujer desnuda | Nominada  |
| 2002 | Mejor coactuación femenina | Las caras de la luna                   | Nominada  |

### Premios Bravo
| Año  | Categoría                | Teatro/Telenovela      | Resultado |
| ---- | ------------------------ | ---------------------- | --------- |
| 1998 | Mejor actriz de teatro   | Master Class           | Ganadora  |
| 2000 | Mejor actriz antagónica  | Infierno en el paraíso | Ganadora  |
| 2007 | Mejor actriz protagónica | Heridas de amor        | Ganadora  |
| 2009 | Mejor actriz antagónica  | Fuego en la sangre     | Ganadora  |

### Premios Eres
| Año  | Categoría            | Programa/Telenovela | Resultado |
| ---- | -------------------- | ------------------- | --------- |
| 1992 | Mejor actriz estelar | Cadenas de amargura | Ganadora  |

### Premios People en Español
| Año  | Categoría                | Programa/Telenovela | Resultado |
| ---- | ------------------------ | ------------------- | --------- |
| 2011 | Mejor actuación en serie | Mujeres asesinas 3  | Ganadora  |

### Premios El Heraldo de México
| Año  | Categoría                   | Programa/Telenovela      | Resultado |
| ---- | --------------------------- | ------------------------ | --------- |
| 1972 | Mejor co-actuación femenina | El castillo de la pureza | Ganadora  |
| 2002 | Mejor actriz en televisión  | El derecho de nacer      | Nominada  |

### Lunas del Auditorio
| Año  | Categoría                | Resultado |
| ---- | ------------------------ | --------- |
| 2015 | Una vida en el escenario | Ganadora  |

### Premios ACE
| Año  | Categoría    | Película/Telenovela   | Resultado |
| ---- | ------------ | --------------------- | --------- |
| 1989 | Mejor actriz | El secreto de Romelia | Ganadora  |
| 1992 | Mejor actriz | Cadenas de amargura   | Ganadora  |

### Premios Diosas de Plata
| Año  | Categoría    | Película               | Resultado |
| ---- | ------------ | ---------------------- | --------- |
| 1998 | Mejor Actriz | Un baúl lleno de miedo | Ganadora  |

### MTV Movie Awards Latin America
| Año  | Categoría     | Película          | Resultado |
| ---- | ------------- | ----------------- | --------- |
| 2002 | Mamá más mala | Y tu mamá también | Nominada  |

### Festival de Cine de Madrid
| Año  | Categoría    | Película                | Resultado |
| ---- | ------------ | ----------------------- | --------- |
| 2013 | Mejor Actriz | Apasionado Pancho Villa | Nominada  |